# Mravokárné románky
Mravokárné románky jsou souborem krátkých povídek Jakuba Arbese, které vycházely nejdříve časopisecky v letech 1876 – 1880. Knižně pak vyšly pospolu roku 1880.
Spisovatel se zde kriticky vyjadřuje k příkladným měšťáckým ctnostem, jako jsou dobročinnost, pracovitost, cudnost, dobrotivost a další. Tyto ctnosti autor vykresluje na jednotlivých charakterech, které ovšem takovéto příkladné jednání ke štěstí a životnímu naplnění nevede, nýbrž každý z hrdinů končí tragicky. Všechny vylíčené životní osudy jsou záměrně vyostřeny a daná ctnost je u hrdinů vytažena nad míru, čímž spisovatel dosahuje větší efektivity, především v poukázání na pokrytectví měšťanské společnosti, která právě tyto ctnosti v přehnané míře vštěpuje dětem, okolí atp.
Povídky jsou psány v duchu realismu. Svým důrazem na všednost, na lineárnost jednotlivých osudů, které bez romantických afektů a dramatických zvratů, končí prostým stářím, potažmo smrtí, dovádí autor realismus do té doby nebývalé podoby. 
- Panna Stázička neboli Buď ctnostná i cudná!
- Pražský domácíček aneb Buď spořivý
- Maloměstský Salomo čili Buď lidumil
- Ivan dobráček čili Buď dobrý a úslužný!
- Rek, jakých je málo, aneb Pracuj!